# Propaganda Reklám
Propaganda, reklám (a kiadványban  Propaganda Reklám) 1970 óta megjelenő magyar reklámszakmai folyóirat. indulásakor az egyetlen orgánum volt, amely reklámmal és PR-rel foglalkozott fő profilként. (Index: 25 708).

## Története
Elődje az 1957-ben indított, gyenge minőségű papírra házi gépen nyomott, brosúra jellegű szaklap, a Külkereskedelmi Propaganda volt. 1970-től a szaklap, új köntösben, színesen, műnyomópapíron jelent meg és nevét „Propaganda Reklámra” változtatták. Az elnevezés utalt arra, hogy az adott korszakban a két dolgot, vagyis a reklámot és a nemzetgazdasági propagandát tulajdonképpen nem különböztették meg egymástól.

## Kiadója
- 1998-ig: Lapkiadó Vállalat, Budapest
- 1989 – 1990: Pallas, Budapest
- 1991 – 1992: Delta B. Kft., Budapest
- 1993: Boom Kft., Budapest
- 1994: MGK, Budapest
- 1995: MKIK, Budapest
- 1996: MKIK Kht., Budapest

## Közreadó testület
- Magyar Kereskedelmi Kamara (1987-ig)
- Magyar Gazdasági Kamara (1988-1994)
- Magyar Kereskedelmi és Iparkamara (1995-)
- Magyar Reklámszövetség (1997-)
- Magyar Közterületi Reklám Szövetség (1997-)

## Szerkesztőség
A szerkesztőség többször változott. 1987-ban például a szerkesztő bizottság elnöke Szabó László, a felelős szerkesztő dr. Lindner László volt. 

## Jelenlegi adatok
- Címe: 1005 Budapest, Kossuth Lajos tér 6-8.
- Felelős szerkesztője: Gyárfásné dr. Fekete Judit
- A szerkesztőbizottság elnöke: Visy Mária